# Таумент, Гастон
Гасто́н Та́умент (нидерл. Gaston Taument; род. 1 октября 1970, Гаага) — нидерландский футболист и тренер. Провёл 15 матчей и забил 2 мяча за сборную Нидерландов.

## Карьера
Гастон — воспитанник футбольной школы «Фейеноорда». Свой первый матч за первую команду сыграл в сезоне 1989-90, а в следующем сезоне отправился в «Эксельсиор» на правах аренды. Следующие семь сезонов был основным игроком «Фейеноорда».
В июле 1997 года переехал Таумент переехал в Португалию, в «Бенфику», но не смог закрепиться в клубе. В следующее трансферное окно, перешёл в «Андерлехт», где он также редко выходил на поле.
После одного сезона в Греции, в клубе ОФИ, провёл два сезона в венском «Рапиде», где и завершил карьеру.

### Международная карьера
Таумент сыграл 15 матчей и забил 2 мяча. Он был членом сборной Голландии на Чемпионате мира 1994 года, где он забил победный гол в ворота Саудовской Аравии (2-1). Также участвовал на Чемпионате Европы 1996.

## Статистика

### Матчи Таумента за сборную Нидерландов
| Матчи Таумента за сборную Нидерландов | Матчи Таумента за сборную Нидерландов | Матчи Таумента за сборную Нидерландов | Матчи Таумента за сборную Нидерландов | Матчи Таумента за сборную Нидерландов | Матчи Таумента за сборную Нидерландов |
| ------------------------------------- | ------------------------------------- | ------------------------------------- | ------------------------------------- | ------------------------------------- | ------------------------------------- |
| №                                     | Дата                                  | Соперник                              | Счёт                                  | Голы Таумента                         | Соревнование                          |
| 1                                     | 12 февраля 1992                       | Португалия                            | 0:2                                   | —                                     | Товарищеский матч                     |
| 2                                     | 23 сентября 1992                      | Норвегия                              | 1:2                                   | —                                     | Чемпионат мира 1994 (отбор)           |
| 3                                     | 23 марта 1994                         | Шотландия                             | 1:0                                   | —                                     | Товарищеский матч                     |
| 4                                     | 20 апреля 1994                        | Ирландия                              | 0:1                                   | —                                     | Товарищеский матч                     |
| 5                                     | 27 мая 1994                           | Шотландия                             | 3:1                                   | —                                     | Товарищеский матч                     |
| 6                                     | 1 июня 1994                           | Венгрия                               | 7:1                                   | 1                                     | Товарищеский матч                     |
| 7                                     | 20 июня 1994                          | Саудовская Аравия                     | 2:1                                   | 1                                     | Чемпионат мира 1994                   |
| 8                                     | 25 июня 1994                          | Бельгия                               | 0:1                                   | —                                     | Чемпионат мира 1994                   |
| 9                                     | 29 июня 1994                          | Марокко                               | 2:1                                   | —                                     | Чемпионат мира 1994                   |
| 10                                    | 16 ноября 1994                        | Чехия                                 | 0:0                                   | —                                     | Чемпионат Европы 1996 (отбор)         |
| 11                                    | 24 апреля 1996                        | Германия                              | 0:1                                   | —                                     | Товарищеский матч                     |
| 12                                    | 29 мая 1996                           | Китай                                 | 2:0                                   | —                                     | Товарищеский матч                     |
| 13                                    | 4 июня 1996                           | Ирландия                              | 3:1                                   | —                                     | Товарищеский матч                     |
| 14                                    | 10 июня 1996                          | Шотландия                             | 0:0                                   | —                                     | Чемпионат Европы 1996                 |
| 15                                    | 31 августа 1996                       | Бразилия                              | 2:2                                   | —                                     | Товарищеский матч                     |

Итого: 15 матчей / 2 гола; 7 побед, 3 ничьи, 5 поражений.

## Достижения
- Чемпион Нидерландов: 1992/1993
- Футбольный талант года в Нидерландах 1991 года